# Copidognathus gibbus
Copidognathus gibbus är en kvalsterart som först beskrevs av Édouard Louis Trouessart 1889.  Copidognathus gibbus ingår i släktet Copidognathus och familjen Halacaridae. Inga underarter finns listade i Catalogue of Life.